# Língua misantla totonac
Misantla Totonac, também chamada Yecuatla Totonac ou Totonac Sudeste (Totonac: Laakanaachiwíin), é uma língua indígena do México, falada na área central de Veracruz na área entre Xalapa e Misantla. Pertence à família  Totonaca, sendo a variante mais meridional dessa família. Misantla Totonac está seriamente ameaçada de extinção, com menos de 133 falantes em 2010, a maioria dos quais são idosos. O idioma já foi amplamente substituído pelo  espanhol.

## História

### Afiliação genética
Misantla Totonac pertence à família de línguas totonacanas. Essa família consiste em dois ramos: Tepehua e Totonac. Misantla Totonac é a variedade mais meridional de Totonac. As línguas Totonacan foram agrupadas provisoriamente com  Mixe-Zoque como parte da família de línguas totozoqueanas. Elas também estão incluídos na macrofamília das  línguas ameríndias proposta por Joseph Greenberg.

### Distribuição e status
Pensa-se que os falantes das línguas totonaca se estabeleceram perto da costa do Golfo por volta de 800 dC. Embora sua terra natal original seja desconhecida, alguns propuseram que os Totonacs podem ter fundado Teotihuacan e se mudado para sua localização atual após seu colapso. Misantla Totonac coexistiu com o espanhol por muitos anos. No entanto, em 1974, uma estrada pavimentada conectando Xalapa e Misantla colocou a relativamente isolada região de língua Totonac em contato com a cultura mexicana dominante. Como resultado, Misantla Totonac está se perdendo rapidamente. Agora, o Totonac é usado principalmente com familiares e amigos mais velhos, e não é mais adquirido como primeira língua pelas crianças.
O idioma era falado anteriormente na área entre Misantla e Xalapa no centro de Veracruz, mas nenhum falante agora mora em nenhuma dessas localidades. Os demais falantes são encontrados apenas em cidades periféricas e áreas rurais ao longo da estrada de Xalapa a Misantla. A única cidade com uma comunidade de fala viável é a cidade de Yecuatla, onde 293 falantes foram contados em 1990 Predefinição:Harvcol. Porém, mesmo aqui a população está envelhecendo. A contagem atual de 293 falantes é uma diminuição acentuada em relação aos 486 falantes registrados em 1980. A maioria dos falantes restantes tem mais de 45 anos e praticamente todos são bilíngues. Em 1999, não houve esforços significativos na revitalização da linguagem.
Além de Yecuatla, outras cidades com falantes de Misantla Totonac incluem San Marcos Atexquilapan, Landero y Coss e Chiconquiaco. A distribuição de Misantla Totonac falantes é a seguinte (Secretaría de Programación y Presupuesto 1992, citado em MacKay 1999
Mais sobre o texto original. É necessário fornecer o texto original para ver mais informações sobre a tradução
- San Marcos Atexquilapan (36 falantes)
- Landero y Coss (51 falantes)
- Chiconquiaco (24 falantes)
- Jilotepec (9 falantes)
- Miahuatlan (2 falantes)

### Recursos
No século XVIII, Zambrano Bonilla publicou uma gramática de Misantla Totonac, e Francisco Domínguez publicou uma  doutrina  (catequese) da língua Totonac de Naolinco, localidade onde Misantla Totonac não é mais falado. Na década de 1970, Carlo Antonio Castro compilou uma lista de itens lexicais Misantla Totonac. Começando na década de 1980, a lingüista americana Carolyn MacKay fez trabalho de campo em comunidades de língua Misantla Totonac. Ela publicou uma gramática e vários artigos sobre o idioma.

## Escrita
A forma do alfabeto latino usada pelo Misantla é completa e se usam as formas Ch, Lh, Ñ e Tz.

## Fonologia

### Vogais
Misantla Totonac possui doze vogais fonêmicas. Existem três qualidades vogais. A extensão é distinta, e também há uma distinção entre as versões simples e rangente (llaringealizada), também de vogais curtas e longaos.
|         | Anterior | Anterior | Central  | Central  | Posterior | Posterior |
|         | Planan   | Rangente | Plana    | Rangente | Plana     | Rangente  |
| ------- | -------- | -------- | -------- | -------- | --------- | --------- |
| Fechada | [i] [iː] | [ḭ] [ḭː] |          |          | [u] [uː]  | [ṵ] [ṵː]  |
| Aberta  |          |          | [a] [aː] | [a̰] [a̰ː] |           |           |
Existem muitos pares mínimos que atestam os contrastes entre vogais longos e curtos e entre vogais simples e laringealiizadas em Misantla Totonac. Compare [ʃkán] ("seu filho") e [ʃkáan] ("água"), que diferem apenas na extensão da vogal, bem como [paʃ] ("ele / ela toma banho") e [pa̰ʃ] ("ele / ela debulha X "), que diferem em se a vogal é rangente ou plana \9simples\0.
Os fonemas vogais de Misantla Totonac têm vários alofones. Esses alofones são os seguintes.
- / i / pode ser percebida como [ɪ], [ə], [ɛ], [ɛɛ], [ɛi̯] e [ɛɘ].
- / u / pode ser percebida como [ɔ] e [o].
- / a / pode ser percebida como [ɛ], [e] e [ə].

### Consoantes
Misantla Totonac tem 16 sons consoantes apresentados na tebela a seguir:
|                | Labial | Alveolar | Alveolar | Palatal | Velar | Uvular | Glotal |
| Central        | Labial | Lateral  |          | Palatal | Velar | Uvular | Glotal |
| -------------- | ------ | -------- | -------- | ------- | ----- | ------ | ------ |
| Nasal Oclusiva | [m]    | [n]      |          |         |       |        |        |
| Plosiva        | [p]    | [t]      |          |         | [k]   | [q]    | [ʔ]    |
| Africada       |        | [ts]     |          | [tʃ]    |       |        |        |
| Fricativa      |        | [s]      | [ɬ]      | [ʃ]     |       |        | [h]    |
| Aproximante    |        |          | [l]      | [j]     | [w]   |        |        |

### Sílabas
Abaixo estão alguns exemplos das várias configurações de sílaba possíveis:
- CV -  está turvo , [ɫɔ.qɔ.qɔ.la̰ʔ]
- CVV -  não , [láa]
- CCV -  cesta , [šqa̰.ta̰t]
- CCVV -  long , [šqáa.nán]
- CVC -  cana-de-açúcar , [čḭŋ.kat]
- CVVC -  sim , [háan]
- CCVC -  terra , [spát]
- CCVVC -  ele chora , [smáaχ.smáaχ.wán]
- CVCC -  tomate , [páqɫ.ča]
- CVVCC -  caverna , [múu.siiŋk]
- CCVVCC -  ele ronca , [ɫqɔɔɴʛ.nán]

### Processos fonológicos
Existem muitos processos que afetam a percepção de fonemas em Misantla Totonac. A lista a seguir fornece alguns dos mais proeminentes desses processos:
- Oclusvas e africadas podem ser opcionalmente expressas entre segmentos expressos.
- / q / pode ser percebido como uma fricativa uvular surda [χ] após um vogal. Assim, / łuqu-la̰ʔ / ( é turvo ) pode ser percebido como [ɫɔχɔχɔla̰ʔ].
- Uma nasal assimilará ao local de articulação de uma oclusiva ou africada seguinte. Por exemplo, / min-kḭn / ( seu nariz ) é percebido como [mɪŋkíʔ]. Este exemplo também ilustra o processo pelo qual / n / final de palavra é opcionalmente percebido como [ʔ] após um curto vogal laringealizado.
- Nasais finais de palavras passam por várias alterações. / m / normalmente se torna [n]. / kin-kam / ( meu filho ), portanto, torna-se [kíŋkán]. / n / torna-se velar [ŋ] palavra - finalmente, como na palavra / škaan / ( água ), que se torna [škáaŋ].
- / n / é excluído antes de um contínuo. / min-luu / ( sua palavra estomacal ), portanto, torna-se [mílúu].
- [ʔ] é inserido no início de uma palavra inicial de vogal. / ašnḭ / ( quando, então ) torna-se, portanto, [ʔášnḭ].
- Os vogais altos são reduzidos antes e depois de / q / e / h /. / łuququ-la̰ʔ / ( é turvo ), portanto, torna-se [ɫɔχɔχɔla̰ʔ].
- As sequências de segmentos de consoantes idênticos são simplificadas. Assim, [min-cochilo] ( sua tia ) é percebido como [mínáp].
- Há uma restrição contra as sonorantes finais de sílaba. Sílaba final / l / e / h / torna-se o obstruinte [ɫ]. Por exemplo, / staqal / ( plano ) torna-se [staqáɫ].

### Tonicidade
Misantla Totonac tem estresse primário e secundário. Todas as sílabas pesadas recebem pelo menos tônica secundária e, possivelmente, tônica primária, dependendo de sua posição na palavra. O acento mais correto em uma palavra é a tônica primária. A ênfase primária pode cair na última ou penúltima sílaba. Verbos e substantivos seguem regras diferentes para o acento primário. Para verbos, a ênfase primária recai na sílaba final da palavra, independentemente do peso da sílaba. No entanto, certos sufixos flexionais de final de palavra nunca recebem acento. No caso de substantivos, a ênfase recai sobre a penúltima sílaba se a última sílaba for leve. Se a última sílaba for pesada, então a ênfase primária recai sobre a última sílaba. Os exemplos a seguir ilustram esses princípios.
- [mísíksi] - ytua bile
- [snápṵ] - mosquito
- [ɫukúk] - perfurado
- [štiníitáa] - feio

Existe uma exceção à regra acima. Sílabas definitivas fechadas por obstruente coronal não são tônicas. Considere as seguintes palavras:
- [múkskut] - fogo
- [kúčiɫ] - faca

Pode-se argumentar que as sílabas finais de palavra com a forma CV ou CVC (se a consoante final for uma obstruente coronal) são tratadas como extramétrica e, portanto, não são enfatizadas

## Gramática

### Verbos
As raízes dos verbos no Totonac são classificadas de acordo com a transitividade. Uma raiz pode ser intransitiva, transitiva ou tritransitiva. Os verbos intransitivos aceitam um único argumento nominal, que é sempre marcado pela inflexão do sujeito. Os verbos transitivos aceitam dois argumentos, que são marcados pela inflexão do sujeito e do objeto. Os verbos triitransitivos aceitam três argumentos. Essas raízes são incomuns.
Os afixos flexionais verbais Totonac distinguem tempo gramatical, aspecto, modo, pessoa e o número de sujeitos e objetos. Os processos gramaticais envolvidos na inflexão verbal em Totonac incluem afixação, suplementação e clitiização.

#### Tempo
Existem duas categorias de tempo: passado e não passado. Misantla Totonac distingue essas categorias em todos os aspectos e modos, exceto o no modo irrealis  perfeito, As formas não passadas são indicadas por um morfema zero. O morfema de pretérito é / iš- / ou / šta̰n /. No imperfeito o sufixo aparece na posição final. No aspecto perfeito, o sufixo aparece imediatamente após a raiz do verbo. O morfema / na (ɫ) / precede um verbo flexionado no imperfeito para indicar o tempo futuro.

#### Aspecto
Misantla Totonac distingue duas categorias aspectuais: o imperfeito e o perfeito. O morfema / -yaa /, inserido imediatamente após a raiz do verbo, indica o aspecto imperfeito. O morfema / -la (ɫ) / ou / -ti / é colocado na posição final para indicar o aspecto perfeito

#### Modo
Misantla Totonac tem duas categorias de modos: Realis e Irrealis. Um morfema zero indica modo real. O morfema / ka- / ou / ni- /, colocado antes da raiz do verbo, indica o modo irreal.

#### Marcação de pessoa
O verbo Totonac concorda com seu sujeito em pessoa e número. Os objetos são obrigatoriamente marcados no verbo quando não há sintagma nominal de objeto aberto e opcionalmente marcados quando há um. As categorias sujeito e objeto são primeira, segunda e terceira pessoa, singular e plural, o sujeito indefinido e o reflexivo.
A inflexão do sujeito é a seguinte:
- / ḭk- / -  1ª pessoa singular
- / - ʔ / -  2ª pessoa do singular
- Morfema zero -  3ª pessoa do singular
- / (ik -) ...- wa / -  1ª pessoa do plural
- / - tat / -  2ª pessoa do plural
- / ta- / -  3º plural pessoal
- / - kan / -  Sujeito indefinido

A inflexão do objeto é a seguinte:
- / kin- / -  1ª pessoa do singular
- / - na / -  2ª pessoa do singular
- / taa- / -  2ª pessoa do singular
- / laa- / -  3ª pessoa do plural

#### Ordem dos morfemas
A ordem dos morfemas flexionais no verbo Totonac está listada abaixo:
1. Modo Irreal 
 2. 1ª pessoa singular sujeito ou objeto de 1ª pessoa do singular 
 3. Tempo passado 
 4. Sujeito de 3ª pessoa do plural ou objeto de 2ª pessoa do plural 
 5. Objeto de 3ª pessoa do plural 
 6. Raiz verbal 
 7. Sujeito indefinido ou reflexivo 
 8. Aspecto imperfeito 
 9. Sujeito de 1ª pessoa no plural ou humor perfectivo 
 10. Sujeito de 2ª pessoa no plural ou objeto de 2ª pessoa no singular 
 11. Tempo passado

#### Morfologia verbal adicional
Abaixo estão alguns dos morfemas verbais usados com mais frequência:
- / kii- / -  Intencional
- / - kḭḭ / -  Continuativo
- / tii- / -  Dexiar de ter feito
- / a̰- / -  Momentaneamente
- / lak- / -  Distributivo
- / - kuhu / -  Completivo
- / t͡sa̰a̰- / -  Precedente / Apenas
- / saa- / -  Desiderativo
- / - nan / -  Tornar-se algo
- / as- / -  Interrogativo

### Substantivos
Os substantivos podem ser flexionados para número e para pessoa e número dospossuidores. Ambos os processos são opcionais, com exceção dos lexemas de partes do corpo.
A pluralidade pode ser indicada por um sufixo, um prefixo ou ambos. Existem vários afixos que indicam pluralidade, os principais dos quais são os seguintes:
- / lak- / - Distributivo
- / lii- / - Aparece principalmente em substantivos contáveis
- / laa- / - Comitativo
- / - ta̰n / - Ocorre apenas em verbos que terminam em variantes de / -sun /,  dimensão .
- / - (V) (V) n / - Plural
- / - nḭḭn / - Alguns substantivos são especificados lexicamente para receber este sufixo.
- / - na̰ / - Ocorre quando um substantivo tem consoante no final e tem tonicidade na penúltima  sílaba

Os seguintes prefixos marcam possessão singular:
- / kin- / -  1ª pessoa do singular
- / min- / -  2º pessoa do singular
- / iš- / -  3ª pessoa do singular

Os possessivos plurais são formados com os mesmos prefixos, mas com a adição do sufixo / -ka̰n / para indicar pluralidade.

## Sintaxe
A ordem das palavras no Misantla Totonac é extremamente flexível e muito poucas opções são consideradas inaceitáveis. Em casos não marcados, a ordem das palavras é inicial do verbo. A ordem é frequentemente Verbo-SuJeito-Objeto (VSO)]. O exemplo a seguir ilustra essa ordem verbo inicial das palavras:
/ ik-sta̰a̰-la (ɫ) ɫuw hun-kɔlčas / -  Vendi muitas colchas.  
 1Subj.-Vender-Perfeito / muitos lotes DET-colchas
Efeitos pragmáticos como foco ou topicalização podem fazer com que o sujeito preceda o verbo, como na seguinte frase:
/ iš-ɫaqaat ḭskḭ-la (ɫ) / -  Ele deu a ele suas roupas.  
 3Possessivo-roupas dar-PERFEITO
O Totonac não marca explicitamente coordenação ou subordinação. Os verbos em ambos os tipos de cláusulas usam morfologia verbal finita. Isso é ilustrado no exemplo abaixo, que contém dois verbos finitos, um para a oração principal e outro para a oração subordinada:
/ čis-ču-ka̰t͡si-ti hun ik-čin-la (ɫ) / -  Como você sabia que eu cheguei?  
 como-CL-saber-2Perfeito Det 1SUB-chegue aqui-Perfeito

### Marcação de maiúsculas
Misantla Totonac marca um caso subjetivo e objetivo. Esses casos são marcados no verbo. Para a marcação subjetiva e objetiva do caso, existem morfemas distintos para a 1ª, 2ª e 3ª pessoa. Os morfemas flexionais subjetivos são prefixados ou sufixados ao radical do verbo, assim como os morfemas flexionais objetivos.
A tabela a seguir ilustra a interação do sujeito e da inflexão do objeto:
| + 'Inflexão de Sujeito e Objeto' |                         |                 |                  |                  |                |                      |
|                                  | 1Obj. singular          | 1Obj. Plural    | 2Obj. singular   | 2Obj. Plural     | 3Obj. singular | 3Obj. Plural         |
| 1Suj. singular                   |                         |                 | Em um            | i-taa -...- na   | EU-            | I-la                 |
| 1Suj. Plural                     |                         |                 | (I) taa -...- na | (I) taa -...- na | (I) ...- wa    | (I) la -...- wa      |
| 2Suj. singular                   | queixo-...              | chin-la-a-      |                  |                  | rangente       | laa - rangente       |
| 2Suj. Plural                     | queixo - rangente - tat | chin-la-a-      |                  |                  | rangente - tat | laa - rangente - tat |
| 3Suj. singular                   | queixo-                 | queixo -...- na |                  |                  |                |                      |
| taa -...- na                     | nulo                    | deixar-         |                  |                  |                |                      |
| 3Suj. Plural                     | chin-ta-                | kin-ta -...- na | ta -...- na      | taa -...- na     | ta-            | ta-laa-              |